# René de Lucinge
René de Lucinge, né en 1553 et mort en 1624 au château des Allymes, est un seigneur, diplomate et homme de lettres de la Renaissance, issu de la branche des Faucigny-Lucinge.

## Biographie

### Origines et formation
René de Lucinge naît probablement en 1553 ou 1554,. Le lieu de naissance varie : probablement dans le Bugey, par exemple pour le Dizionario biografico degli italiani, ou alors à proximité de Bonneville, selon d'autres auteurs,.
Son père Charles de Lucinge, seigneur des Allymes dans le Bugey, épouse en secondes noces Anne de Liobard, dont il a cinq garçons : René, Jean-François, Georges, Emmanuel et Claude de Lucinge. Jean-François deviendra seigneur de Gy, Georges et Emmanuel seront tous deux chevaliers de Malte, et Claude religieux d'Ambronay.
Pour sa part, René de Lucinge suit une formation juridique à Turin puis à l'Université de Toulouse où il obtient un doctorat en droit en 1576. Alors qu'il est à Turin, en 1572, il accompagne le jeune Charles de Mayenne dans une expédition maritime contre les Turcs avec 300 gentilshommes. Mais dans les atermoiements diplomatiques qui suivent le succès de la bataille de Lépante l'année précédente, ils ne trouvent guère à s'illustrer.
De retour en Savoie, il épouse, par contrat dotal du 30 mai 1574, Françoise de Montrosat, fille unique et héritière du seigneur Antoine de Montrosat (dans la Dombes), qui lui donnera six enfants.

### Carrière au service de la maison de Savoie
Comme son père avant lui, René de Lucinge entre au service du duché de Savoie.
En 1574, il fait ainsi partie de la délégation savoyarde qui accueille à Venise Henri III de retour de Pologne et le conduit à la cour de Turin. À la mort d'Emmanuel-Philibert, en 1580, il a la confiance de son successeur Charles-Emmanuel Ier. Il est nommé le 14 janvier 1581 auditeur général de camp, puis réalise des missions diplomatiques en France de 1581 à 1589 avant d'être promu ambassadeur à la cour d'Henri III. Il rend compte de ses activités diplomatiques par des lettres très régulières sur la situation à la cour pendant les guerres de religion (Lettres sur les débuts de la Ligue, 1585).
Alors que le piémontais Giovanni Botero écrivait son fameux Della ragion di stato qui paraîtra en 1589, René de Lucinge publie à Paris en 1588 De la Naissance, Durée et Cheute des Estats. Il y développe le concept de raison d'État qui, fondé sur la morale, prend le contrepied des thèses de Machiavel. Il n'en reconnait pas moins que seul l'intérêt dicte la conduite des Princes : « Les actions des Princes s'esmeuvent et s'esbranlent par deux principalles causes: asçavoir, l'honneur et le proffit; et que la consideration de l'honneur s'esgard, le plus souvent, soubs le pretexte du bien de leurs affaires. Nous nous attacherons donc seulement au proffit, que nous pouvons nominer interest. »  Il forme le projet d'une Europe unie dans laquelle chaque Etat ferait abstraction de ses intérêts divergents pour parer aux dangers de la menace que présentait alors l'Empire ottoman.
Cet ouvrage, considéré comme son chef-d'œuvre, a aussitôt été traduit en plusieurs langues. Il est toujours réédité (édition critique de Michael John Heath, Droz, 1984).
Nommé successivement grand référendaire de Savoie, maître des requêtes, conseiller d'Etat puis premier maître d'hôtel de Charles-Emmanuel Ier (avant 1600), il accompagne le duc de Savoie à Paris dans ses négociations auprès du roi de France pour garder le marquisat de Saluces. Ces démarches échouent et débouchent sur la guerre franco-savoyarde (1600-1601). Henri IV vient à Lyon pour conduire les combats, qui tourneront à l'avantage de la France. Le roi met à profit son déplacement pour épouser Marie de Médicis dans la cathédrale Saint-Jean de Lyon le 17 décembre 1600.
Pour mettre un terme à la guerre, des négociations s'engagent sous la médiation du cardinal Pietro Aldobrandini, neveu du pape Clément VIII. Deux négociateurs sont nommés côté savoyard, René de Lucinge et le chevalier milanais Francesco d'Arconat, et deux autres côté français, le Président Jeannin et Nicolas Brulart de Sillery. La négociation aboutit au traité de Lyon, signé le 17 janvier 1601, qui met fin au conflit par un échange de territoire : la France abandonne définitivement le marquisat de Saluces à la Savoie, tandis qu'elle gagne le Bugey, la Dombes, le Pays de Gex et le Valromey, dans l'actuel département de l'Ain.

### Disgrâce
René de Lucinge, qui a négocié selon les directives du duc de Savoie, est convaincu d'avoir obtenu une paix durable (son maître a ainsi « carré son pré »), il évoque une « Paix utile à tout le monde, convenable aux princes que la guerre intéressoit et nécessaire aux peuples de leur domination ; à moy seul nuysible, car elle a renversé mes moyens, tué mes espérances et accablé ma fortune tout d'un coup ». Mais le duc de Savoie juge très sévèrement cette négociation dont le résultat est pour lui la perte d'importants territoires. Il désavoue ses mandataires et les menace de décapitation, selon la Chronique septenaire de Pierre-Victor Palma Cayet. Tombé en disgrâce et craignant pour sa vie, René de Lucinge se retire alors dans son château des Allymes, désormais en territoire français. Il prêtera serment à Henri IV, après vingt-trois années au service de la Savoie.
Dans sa retraite forcée au château des Allymes, il rédige deux nouveaux ouvrages : Les occurrences et le motif de la dernière paix de Lyon, en l'an 1601 (réédité en 2000 chez Droz), plaidoyer où il justifie la négociation conduite pour la Savoie, puis La manière de lire l'histoire (Paris, J. de Sanlecque,1614 ; réédité en 1993 chez Droz), dédié aux historiens italiens et surtout à Giovanni Botero, qui présente sa méthode historique et son amour de l'histoire.
En 1586, René de Lucinge avait passé un contrat avec l'enlumineur parisien Guillaume Richardière pour décorer un missel romain pour 140 écus d'or. Le travail est achevé en cinq mois.
René de Lucinge meurt en 1624, aux Allymes.

## Écrits et publications
- Lettres sur les débuts de la Ligue (1585)
- De la naissance, durée et cheute des Estats (Paris, Orry, 1588)
- Dialogue du François et du Savoysien (1593)
- Les occurrences et le motif de la dernière paix de Lyon (1601)
- La manière de lire l'histoire (1614)
- Le Miroir des Princes et des Grands de la France

L'association "Les amis du château des Allymes et de René de Lucinge" a entrepris la publication des œuvres de René de Lucinge, sous la coordination scientifique de l'historien Alain Dufour (1928-2017).